# Der Oberst hat niemand, der ihm schreibt
Der Oberst hat niemand, der ihm schreibt (spanisch „El coronel no tiene quien le escriba“) ist der Titel eines erstmals 1957 in der Zeitschrift „Mito“ in Bogota und dann 1961 als Buch veröffentlichten Kurzromans des kolumbianischen Nobelpreis-Trägers Gabriel García Márquez. Erzählt wird die Geschichte eines Offiziers, der jahrzehntelang auf die Bewilligung seiner Veteranenpension wartet und verarmt, sich aber weigert, den Kampfhahn seines toten Sohnes, das Symbol des Widerstands, zu verkaufen. Die deutsche Übersetzung von Curt Meyer-Clason erschien 1976.

## Überblick
Die Handlung spielt von Oktober bis Dezember 1956 zur Zeit der La Violencia in einem kolumbianischen Tropendorf, in dem durch den vom Militärregime angeordneten Ausnahmezustand das tägliche Leben eingeschränkt wird. Der Oberst, ein Veteran aus dem Krieg der Tausend Tage und Anhänger der verfolgten Opposition, wartet gemeinsam mit seiner Frau seit Jahrzehnten auf seine Veteranenpension und verarmt immer mehr. Seinen wertvollen Kampfhahn, das Erbe seines erschossenen Sohnes, möchte er aber nicht verkaufen, denn er ist für die Dorfjugend ein Symbol der Hoffnung und des Widerstands.
Der Roman ist in sieben Abschnitte unterteilt, die chronologisch die sich wiederholenden Tagesabläufe des Obersten variieren und jeweils um einen Schwerpunkt erweitern.
| → Die Abschnitte des Romans |
| - Die Beerdigung des ersten auf natürliche Weise Verstorbenen nach der Machtübernahme des Militärs - Das vergebliche Warten des Obersten auf Post von der Regierung und die Geheiminformationen des Arztes im Kampf gegen die Pressezensur - Der Oberst entzieht seinem Rechtsanwalt die Vollmacht für die langjährige erfolglose Bearbeitung seines Antrags und fordert seine Dokumente vom Ministerium zurück. - Streit des Obersten mit seiner Frau wegen ihrer Forderung, den Hahn aus dem Haus zu schaffen. - Don Sabas rät dem Oberst, den Hahn zu verkaufen, und bietet ihm 900 Pesos. Dieser versucht den Geschäftsabschluss hinauszuzögern. - Don Sabas verkauft nach langem Zögern auf Druck seiner Frau den Hahn für 400 Pesos. Der Verlauf der Geschichte wendet sich, als er in eine Polizeirazzia gerät und sich widersetzt. - Der Oberst macht den Verkauf rückgängig und setzt ganz auf den Sieg im Hahnenkampf. |

## Handlung
Ein auktorialer Erzähler schildert das Alltagsleben des 75-jährigen Obersten und seiner Frau in einem namentlich nicht genannten kolumbianischen Dorf in den 1950er Jahren. Die Geschichte beginnt mit dem typischen Tagesablauf in ihrem Haus mit dem schadhaften Palmdach am Dorfrand: Er bereitet den Morgenkaffee zu, sie sprechen über ihre Krankheiten, sie hatte in der Nacht wieder einen Asthmaanfall, er leidet, wie immer im Oktober, am sintflutartigen Dauerregen, „Wir faulen bei lebendigem Leib“, und an Verdauungsproblemen. Er füttert den Kampfhahn, der von einer Horde von Nachbarsjungen bewundert wird, an anderen Tagen sind es die Schneidergesellen. Dann wird an diesem Tag der normale Ablauf unterbrochen. Der Oberst kleidet sich für die Beerdigung eines jungen Musikers an, eines Alterskameraden seines toten Sohnes Agustín. Der Trauerzug ist für das Dorf ein besonderes Ereignis, denn seit der Machtübernahme des Militärs ist der junge Mann die erste Person, die eines natürlichen Todes gestorben ist. Der Oberst geht durch die mit Blumen bestreuten Dorfstraßen zum Haus des Verstorbenen, kondoliert der Mutter am offenen Sarg, begleitet den Leichenzug zum Friedhof, unterhält sich mit dem Geschäftsmann Don Sabas und kauft einige wenige Lebensmittel ein.
Freitags bringt ein Boot die Post und der Oberst geht zum Flusshafen. Seit Jahrzehnten, seit dem Ende des Bürgerkriegs, wartet er auf einen Brief von der Regierung mit der Gewährung einer Veteranenrente. Nach der Schule in Manaure an der kolumbianischen Karibikküste ging er zum Militär und wurde mit 20 Jahren Oberst. Im „Tausendtägigen Kriege“ kämpfte er zwischen 1899 und 1902 auf der Seite der Liberalen und brachte nach deren Niederlage als Schatzmeister die Bürgerkriegskasse dem Generalintendanten der Revolutionsstreitkräfte Buendia, der dies schriftlich bestätigte. Nach dem Friedensvertrag auf der Hacienda Neerlandia wurde ihm für diese Übergabe eine Pension versprochen, auf die er zuerst in Macondo, und als er es dort 1906 wegen des Bananengeruchs nicht mehr aushielt, in dem Dorf vergeblich wartete. Wenn für ihn wieder kein Brief angekommen ist, erklärt er dem Postbeamten, er habe eigentlich niemanden, der ihm schreibe, und dieser Satz wird im Dorf zu einer ironischen Redewendung (Romantitel).
Am Hafen trifft er den jungen Arzt, der mit seinen Patienten, u. a. mit der asthmatischen Oberstfrau und dem Diabetiker Don Sabas galgenhumorvolle Gespräche führt. Er kann immer einige Zeitungen und Briefe in Empfang nehmen. Wie der Oberst gehört er den Liberalen an, er leiht ihm die zensierte Presse und versorgt ihn mit Informationsblätter über die geheim gehaltenen Ereignisse im Land, die er an Agustins Kameraden in der Schneiderei weitergeben soll.
Der Tag schließt mit dem Filmzensur-Läuten vom Kirchturm, das Pater Ángel nach der Prüfungsliste der moralischen Bewertung anordnet und dessen Missachtung er durch kirchliche Strafen sanktioniert.
Die Frau des Obersten leidet mehr als ihr Mann unter dem Geldmangel und den Versorgungsengpässen. Sie haben oft kein Geld, um die Hypothek auf das Haus abzuzahlen, und bitten in den Lebensmittelläden um Verlängerung der Kredite. Sie wirtschaftet sparsam und repariert die Unterwäsche mit Reststoffen, sodass sie wie Narrengewänder aussieht. Trotz ihren Asthmaanfällen organisiert sie den Haushalt und drängt ihren Mann, die Wertgegenstände zu verkaufen, wie die Nähmaschine des Sohnes oder die Uhr. Sie denkt pragmatisch und überredet ihn, die Anwaltskosten zu sparen und selbst die Eingaben an die Behörden zu schreiben.
Er geht, nachdem bei zwei weiteren Postterminen kein Brief eingetroffen ist, am Samstagnachmittag zu seinem Anwalt und konfrontiert ihn mit seinen bisherigen ergebnislosen Anträgen: Nach dem Vertrag von Neerlandia sind 10 Jahre vergangen, bis das Versprechen anerkannt wurde, 10 Jahre bis zur Verabschiedung eines Gesetzes, 8 Jahre bis zur Anerkennung seines Rechtsanspruchs auf eine Veteranenpension, 6 Jahre, um auf die Warteliste gesetzt zu werden, seither sind wieder 7 Jahre vergangen. Der Anwalt rechtfertigt sich mit dem Labyrinth der Bürokratie, mit den zerstrittenen Veteranenverbänden der beiden Parteien, mit der Gesetzeslage und den Nachtragshaushalten und mit dem häufigen Präsidenten-, Minister- und Beamtenwechsel. Er fasst zusammen, dass der menschliche Undank keine Grenzen habe und er keine Wunder vollbringen könne. Der Oberst kennt diese Argumente nach 60 Jahren des Wartens, die nur den Anwälten eine Lebensrente eingebracht hätten, und fordert seine Vollmacht und die beim Ministerium irgendwo abgelegten Dokumente zurück. Der Anwalt warnt ihn, der Rücklauf der Papiere würde den ganzen Instanzenweg durchlaufen und das werde Jahrhunderte dauern. „Macht nichts, sagte der Oberst […] Wer lange wartet, wartet auch kurz.“
Nachdem die wirtschaftliche Lage immer schwieriger wird und sie vom Futter des Hahns Maisgerichte zubereiten muss, fordert sie ihren Mann auf, den Hahn zu schlachten oder wegzugeben. Für sie ist der Hahn mit schlechten Erinnerungen verbunden. Ihr Sohn Agustín wurde am 3. Januar im Alter von 33 Jahren in der Hahnenkampfarena von Polizisten erschossen, weil er Flugblätter mit Geheiminformationen verteilt hatte. Die Mutter warnte ihn, als er mit dem Hahn unterm Arm das Haus verließ, „auf dem Kampfplatz in eine böse Stunde hineinzugeraten“. Für den Obersten dagegen ist der Hahn, wie auch für die Schneidergesellen und die Dorfjugend, ein Symbol für den politischen Kampf. Ein Verkauf des Kampfhahns bedeutet für ihn die Aufgabe seiner politischen Haltung und seiner Hoffnung auf Veränderungen. Er sieht das Tier als Vermächtnis seines toten Sohnes und „lächelt[-] ihm verschwörerisch zu. Das Leben ist hart, Genosse.“ Seine Frau entgegnet ihm, „dass man Haltung nicht essen kann“, „Illusionen [seien] nicht essbar“ und schickt ihn in die Schneiderwerkstatt Álvaros, um den Hahn abzugeben. Der Oberst gibt zwar ihren Forderungen nach, verzögert jedoch die Verhandlungen. Die Schneiderwerkstatt Álvaros ist das Zentrum der Opposition. Hier werden Geheimbotschaften des Arztes weitergeleitet, und der Geselle Germán und seine Kollegen sehen den Hahn als mit Agustin verbundenes Symbol des Widerstandes an. Sie sind sofort bereit, das Futter zu besorgen. 
Don Sabas rät dem Obersten, den Hahn zu verkaufen, bevor es zu spät ist, und macht ihm ein Kaufangebot von 900 Pesos. Er ist ein die Marktlage geschickt einschätzender Händler. Er kam als Medizinverkäufer ins Dorf und betreibt inzwischen in seinem großen Haus ein Ausstattungsgeschäft für alles Mögliche, Reiterausrüstung, Schirme usw. Als Parteigänger der Liberalen ist er Pate Agustíns. Doch nach Beginn der Militärdiktatur musste er einen Pakt mit dem Bürgermeister schließen, um als einziger Führer seiner Partei der politischen Verfolgung zu entgehen. Die anderen wurden vertrieben und Sabas kaufte ihren Besitz zum halben Preis. Nachdem die Frau des Obersten vergeblich versucht hat, dem Pastor ihre Eheringe zu verkaufen, gerät ihr Mann immer mehr unter Druck und überlässt Don Sabas schließlich nach mehrmaligen Anläufen, die er immer wieder abbricht, den Hahn, obwohl dieser den Betrag im mündlichen Vorvertrag auf 400 verringert, weil angeblich sein Käufer nicht mehr dafür bezahlt.
An diesem Punkt wendet sich die Handlung. Bisher hat der Oberst die Problemlösung verdrängt. Der Erzähler erklärt, dass der Oberst sich nicht klarmacht, dass es für sein Problem keine Lösung gibt. Er hofft auf einen Brief von der Regierung und, wie Agustín, auf einen anteilmäßigen Gewinn beim Sieg seines Kampfhahns in der Arena. Durch eine Konfrontation wird er zum Handeln gezwungen: Als er in den Billardsaal geht, um von Álvaro ein geheimes Flugblatt „von Agustín“ zur Weitergabe entgegenzunehmen, gerät er in eine Razzia. Mit dem gefährlichen Blatt in der Tasche schiebt er den auf ihn gerichteten Gewehrlauf beiseite und schaut dem Polizisten, der seinen Sohn erschossen hat, fest in die Augen. Dieser lässt ihn passieren. In vielen Dingen naiv, hat er seine Überzeugung bewahrt.
Es ist Dezember geworden und die Stimmung des Obersten hat sich geändert. Er löst sich aus der Passivität. Am ersten Trainingstag in der Arena hat der Hahn mit umwickelten Sporen einen guten Eindruck gemacht und die Hoffnung der Schneider und der Dorfjugend auf einen Sieg gesteigert. Der Oberst lässt sich davon anstecken. Unter Beifallstürmen der Bevölkerung trägt er den Hahn stolz nach Hause. Konsequent, ohne auf die Klagen seiner Frau zu hören, er sei „launisch, dickköpfig und rücksichtslos“, trifft er die Entscheidung „Der Hahn wird nicht verkauft“ mit der Begründung, er gehöre dem ganzen Dorf. Er sei Symbol für die Kinder und Jugendlichen. Die von seiner Frau im Vorgriff auf das zu erwartende Geld gekauften Waren, seine neuen Schuhe usw., und der Rest der Anzahlung werden zurückgegeben, wenn wieder Geld da ist, oder auch nicht, wie er entschieden sagt. Auf die Frage seiner Frau, was er esse, wenn der Hahn im Januar nicht siege, antwortet er, er sei zu allem bereit, auch „Scheiße“ zu essen.

## Form
Der auktoriale Erzähler folgt in der chronologisch aufgebauten Handlung den alltäglichen Aktionen des Obersten von Oktober bis Dezember 1956. Um ihn herum sind wenige Personen gruppiert, v. a. seine Frau, dann der Arzt, der Händler Don Sabas sowie die Schneider Álvaro und Germán. Das ganze Geschehen wird im realistischen Stil ausgeführt. S. Klengel erinnert am Beispiel seiner frühen Romane daran, dass García Márquez ursprünglich gar nicht vorhatte, „magisch-realistisch“ zu schreiben: „diese Bezeichnung wurde seinem berühmten Werk erst später zugesprochen, während die Kritik zunächst eher Parallelen zum Realismus etwa eines Balzac zog“.
In der deutschen Ausgabe wird García Márquez‘ Werk als Roman bezeichnet, in der spanischen als „novela“ bzw. „novela corta“ (Kurzroman), in der englischen als story bzw. novella. Zur Einordnung als Roman passt die Reihung einzelner Abschnitte mit einer Vielzahl von Begegnungen im Dorf mit seiner „Macondo“-Atmosphäre, mit Wiederholungen und Variationen der Tagesabläufe des Obersten. Dagegen weist die Konzentration auf eine Hauptfigur mit einem Kernproblem sowie die lineare Durchführung ohne Nebenhandlungen auf die Einordnung als Erzählung hin. Wendepunkt, Leitmotiv, Dingsymbol, die Zuspitzung im letzten Abschnitt und das „seltsame Ereignis“ sind wiederum Merkmale einer Novelle.

## Biographischer Hintergrund und Entstehungsgeschichte
Der Übersetzer Meyer-Clason beschreibt im Nachwort des Romans den biographischen Hintergrund, die Entstehungsgeschichte und den Zusammenhang mit den beiden anderen in den 1950er Jahren entstandenen Romanen des Autors „La hojarasca“(Laubsturm), erschienen 1955, und „La mala hora“,(Unter dem Stern des Bösen), wörtlich „Die böse Stunde“.
Garcia Márquez begann „La mala hora“ in Paris um 1956 unter dem Arbeitstitel „Este pueblo de mierda“ (Dieses beschissene Dorf) und schrieb 1959/1960 in Bogotá und 1961 in Manhattan an dem Text weiter. Von der Publikation 1962 distanzierte sich der Autor wegen Textänderungen.
García Márquez nahm „Der Oberst hat niemand, der ihm schreibt“ aus den Materialien des Projekts „Este pueblo de mierda/La mala hora“ heraus und verarbeitete in den Jahren 1956 und 1957 in Paris die Episode zu einem eigenständigen Kurzroman. Dieser wurde erstmals 1957 in der Zeitschrift „Mito“ in Bogota und 1961 als zweites Buch García Márquez‘ veröffentlicht.
Die beiden Romane spielen während der Militärdiktatur des Präsidenten Gustavo Rojas Pinilla Mitte der 1950er Jahre nach Beendigung des offenen Kampfes. Aber es herrscht weiterhin der Ausnahmezustand und die Liberalen werden überwacht. Diese Spannungen zwischen den politischen Lagern, die politisch-wirtschaftliche Lage der Menschen und der Gemütszustand der Protagonisten sind in beiden Romanen durch Dauerregen oder lähmenden Hitze, Krankheiten usw. symbolisiert. Ähnlich sind auch die Alltagssituationen (Ausgangssperre, Zensur, Flugblätter, Razzien mit Erschießungen), das Personal (Die politischen Kontrastfiguren: Arzt und Bürgermeister, dazwischen der zögernde Pater) und die konspirativen Aktionen als zentrale Handlungen. Während in „Unter dem Stern des Bösen“ die Übergriffe der vom Bürgermeister für Razzien eingesetzten Polizei ausführlich beschriebenen werden, sind sie in „Der Oberst hat niemand, der ihm schreibt“ nur in der Beerdigungsszene und bei der Durchsuchung des Billardsaals angedeutet bzw. in die Vergangenheit (Tod Agustins) verlegt.
Beide Romane enden mit der Hoffnung auf ein Ende der Unterdrückung: In „Unter dem Stern des Bösen“ gibt Pater Ángel seine Zurückhaltung auf und fordert zusammen mit dem Arzt vom Bürgermeister die Untersuchung der Leiche des zu Tode gefolterten Pepe Amador, und einige Dorfbewohner schließen sich in den Bergen den Rebellen an. In „Der Oberst hat niemand, der ihm schreibt“ hofft der Oberst auf den Sieg seines Kampfhahns, der den Widerstand gegen die Diktatur symbolisiert. Wie der Oberst im „Laubsturm“, der ebenfalls zusammen mit einem Arzt auf Seiten der Liberalen gekämpft hat, trifft er eine Entscheidung und ist bereit, die Konsequenzen zu tragen.
Meyer-Clason weist auf einige Parallelen zwischen der Situation des Obersten und der des Autors hin: Die Arbeitslosigkeit und Verschuldung während seiner Arbeit an den Romanen in Paris und das Schicksal seines Großvaters, der ebenfalls Oberst war und die versprochene Pension nie erhielt.
García Márquez betrachtete den Roman als sein bestes Buch: „Ich denke, es ist zweifellos mein bestes Buch. Außerdem, und dies ist kein Scherz, musste ich „Hundert Jahre Einsamkeit“ schreiben, damit sie „Der Oberst hat niemanden, der ihm schreibt“ lesen können“.

## Rezeption
Im Nachwort beschreibt der Übersetzer C. Meyer-Clason den großen Erfolg des Romans in Lateinamerika. „[A]ngehende Schriftsteller buchstabier[t]en ihn wie eine Fibel“. Als Erklärung für das Interesse an den frühen Werken Gárcia Marquéz‘ kann man die Abwendung südamerikanischer Autorinnen und Autoren der jüngeren Generation von dem zur Mode gewordenen magischen Realismus und ihre Kritik am sogenannten Macondismo sehen. S. Klengel analysiert diese Entwicklung der Literaturszene: Die magisch-realistischen Ausdrucksformen, die vom Publikum oft mit der lateinamerikanischen Wirklichkeit verwechselt worden seien, kämen den jungen Schriftstellerinnen und Schriftstellern im Zeitalter der beschleunigten Globalisierung als unangemessen vor und sie wollten sie nicht nachahmen. Damit eröffne sich die Möglichkeit, die frühen Werke des kolumbianischen Autors, welcher als Journalist begann, neu zu entdecken.
„Der Oberst hat niemand, der ihm schreibt“ wurde 2001 von der spanischen Zeitung El Mundo in die Liste der 100 besten spanischen Romane des 20. Jahrhunderts aufgenommen. An der Auswahl waren Literaturkritiker und 20.000 Leser beteiligt.

## Adaptionen
Verfilmung: 1999 unter dem Titel Keine Post für den Oberst (Originaltitel: El Coronel no tiene quien le escriba; internationaler Titel: No One Writes to the Colonel) unter der Regie von Arturo Ripstein verfilmt. Die Rolle des Obersten spielte Fernando Luján.
Schauspiel: 1989 unter der Regie von Carlos Giménez und 2019 unter der Regie von Carlos Saura mit Imanol Arias.

## Ausgaben
- Gabriel García Márquez: El coronel no tiene quien le escriba (= Biblioteca Era), Ediciones Era, México 1961, OCLC 879227185
- Gabriel García Márquez: Der Oberst hat niemand, der ihm schreibt, Roman, übersetzt und mit einem Nachwort von Curt Meyer-Clason, Kiepenheuer und Witsch, Köln 1976 (deutschsprachige Erstausgabe), ISBN 3-462-01179-0; Taschenbuchausgabe: Fischer Taschenbuch, Band 16259, Fischer Taschenbuchverlag, Frankfurt am Main 2004, ISBN 978-3-596-16259-8.